# NGC 982
NGC 982 је спирална галаксија у сазвежђу Андромеда која се налази на NGC листи објеката дубоког неба.
Деклинација објекта је + 40° 52' 10" а ректасцензија 2h 35m 24,8s. Привидна величина (магнитуда) објекта NGC 982 износи 12,5 а фотографска магнитуда 13,4. NGC 982 је још познат и под ознакама UGC 2066, MCG 7-6-39, CGCG 539-56, IRAS 02322+4039, PGC 9838.